# Mussaenda erythrophylla
A Mussaenda-rosa (Mussaenda  erythrophylla) é uma espécie vegetal pertencente à família Rubiaceae.

## Descrição
É um arbusto de textura semi-lenhosa, perene, de ramagem um tanto escandente, de florescimento vistoso, de 1,5 a 3 metros de altura, obtido por variação e seleção da espécie típica. Folhas opostas, simples, de superfícies marcadas pelas nervuras, hirsutas na face de baixo.
Inflorescência densa, terminal ou auxiliar, com flores pequenas, amarelas, em forma de funil, com cinco divisões na corola e diversas sépalas grandes, expandidas, aglomeradas, onduladas, róseas nas margem, esmaecendo para brancas em direção ao centro, formadas no verão.
Cultivado na forma arbustiva, isolado, em grupos ou renques, em cativeiros fertilizados, a pleno sol, irrigados periodicamente. Não tolera o frio.
Multiplica-se por estacas preparadas na primavera e no verão em estufas.

## Taxonomia
Mussaenda erythrophylla foi descrita por Schumach. & Thonn. e publicada em Beskrivelse af Guineeiske planter 116, no  ano de 1827.

## Sinonímia
- Mussaenda fulgens R.Br. ex Tedlie[5]
- Mussaenda splendida Welw.[5]